# Бетел (Мен)
Бетел (англ. Bethel) — місто (англ. town) в США, в окрузі Оксфорд штату Мен. Населення — 2504 особи (2020).

## Демографія
Згідно з переписом 2010 року, у місті мешкало 2607 осіб у 1121 домогосподарстві у складі 707 родин. Було 1861 помешкання
Расовий склад населення:
| - 97,2 % — білих - 0,5 % — чорних або афроамериканців - 0,5 % — азіатів - 0,2 % — корінних американців |

До двох чи більше рас належало 1,0 %. Частка іспаномовних становила 1,2 % від усіх жителів.
За віковим діапазоном населення розподілялося таким чином: 23,3 % — особи молодші 18 років, 60,8 % — особи у віці 18—64 років, 15,9 % — особи у віці 65 років та старші. Медіана віку мешканця становила 42,9 року. На 100 осіб жіночої статі у місті припадало 92,3 чоловіків;  на 100 жінок у віці від 18 років та старших — 92,9 чоловіків також старших 18 років.
Середній дохід на одне домашнє господарство  становив 67 716 доларів США (медіана — 48 068), а середній дохід на одну сім'ю — 81 458 доларів (медіана — 62 054). Медіана доходів становила 48 281 долар для чоловіків та 33 125 доларів для жінок. За межею бідності перебувало 15,9 % осіб, у тому числі 28,8 % дітей у віці до 18 років та 7,5 % осіб у віці 65 років та старших.
Цивільне працевлаштоване населення становило 1285 осіб. Основні галузі зайнятості: освіта, охорона здоров'я та соціальна допомога — 24,1 %, мистецтво, розваги та відпочинок — 16,7 %, науковці, спеціалісти, менеджери — 10,0 %, будівництво — 8,3 %.